# Dynamisch ReizigersInformatiesysteem Stadsregio Rotterdam

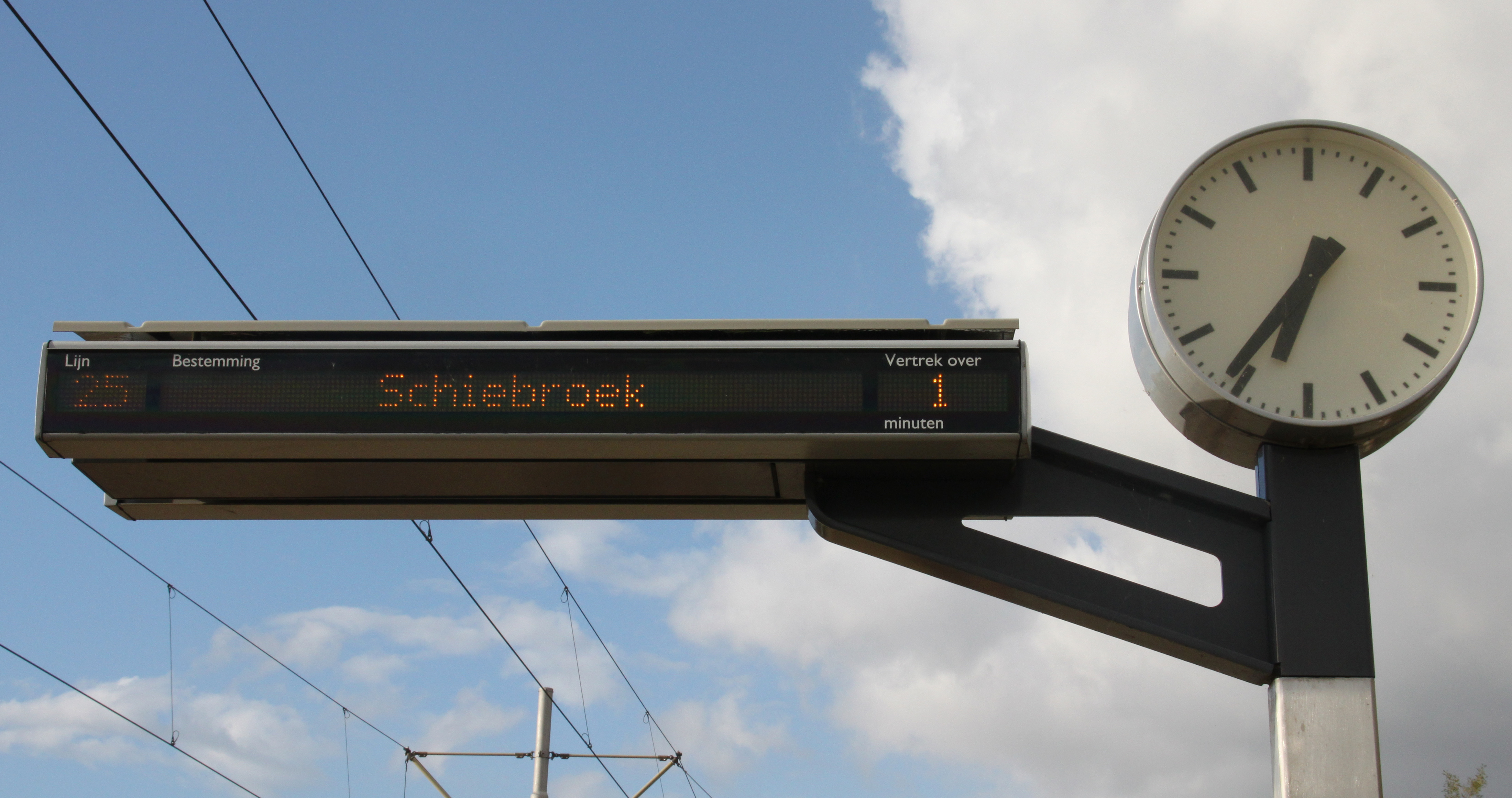
Dynamisch reizigersinformatiepaneel op een halte van lijn 25

Het Dynamisch ReizigersInformatiesysteem Stadsregio Rotterdam, ook wel bekend onder de naam DRI-StaRR, is het DRIS dat in opdracht van de Stadsregio Rotterdam is ontwikkeld voor het gelijknamige gebied.
Het systeem bestaat uit onder meer een serveromgeving waar geplande en actuele reisinformatie van vervoerders wordt verzameld, gecombineerd en doorgestuurd naar displays. Daarnaast staan er zo'n 850 displays in de stadsregio Rotterdam op haltes op straat en in stations. DRI-StaRR heeft 2-, 4- en 6-regelige led-displays voor de stopplaatsen van voertuigen en overzichtdisplays die op knooppunten en grotere stations zijn geïnstalleerd. Daarnaast worden ook tft-displays ontwikkeld, die in enkele publieke ruimten worden opgehangen. Men kan hierbij denken aan ziekenhuizen en beursgebouwen.
Tijdens het project is tevens besloten de oude TramPlus-displays, die reeds enkele jaren operationeel waren ten behoeve van de TramPlus-lijnen van vervoerbedrijf RET, te integreren in het systeem DRI-StaRR. Hiervoor heeft Strukton Systems, leverancier van het TramPlus-systeem, een koppeling gebouwd.

## Architectuur
DRI-StaRR wordt gevoed met reisinformatie die door de vervoerders RET, Arriva, Connexxion en EBS wordt aangeleverd middels het protocol TMI, een op HTTP/XML gebaseerde standaard, dat wordt beheerd door de Nederlandsche organisatie BISON.
Vervoerders leveren kant-en-klare reisinformatie middels het TMI-koppelvlak 7 en 8. De reisinformatie wordt niet aangepast door de applicaties van DRI-StaRR, maar een-op-een gebruikt voor publicatie op de displays. Wel wordt in het systeem rekening gehouden met het feit dat meerdere vervoerders een halte kunnen aandoen. Op één display kunnen dus de vertrektijden van verschillende vervoerders worden getoond.
Vanuit de servers worden de berichten middels een UMTS-verbinding verzonden naar de displays op straat en in de stations.